# Lembos retangulatus
Lembos retangulatus är en kräftdjursart som beskrevs av Myers 1977. Lembos retangulatus ingår i släktet Lembos och familjen Aoridae. Inga underarter finns listade i Catalogue of Life.